# Rio Roncador
Rio Roncador är ett vattendrag i Brasilien.   Det ligger i delstaten Mato Grosso, i den centrala delen av landet, 800 km väster om huvudstaden Brasília.
Omgivningarna runt Rio Roncador är huvudsakligen savann. Runt Rio Roncador är det mycket glesbefolkat, med 3 invånare per kvadratkilometer.